# Perreuse
Perreuse era una comuna francesa que estaba situada en el departamento de Yonne, de la región de Borgoña-Franco Condado, que en 1972 pasó a formar parte de la comuna de Treigny como comuna asociada.
El 1 de enero de 2019 pasó a ser una comuna delegada de la comuna nueva de Treigny-Perreuse-Sainte-Colombe.

## Demografía
| Gráfica de evolución demográfica de Perreuse entre 1793 y 1968 |
|                                                                |
| Datos según el nomenclátor publicado por la EHESS/Cassini.     |